# Stereodon vivicola
Stereodon vivicola är en bladmossart som beskrevs av C. Müller och Brotherus 1924. Stereodon vivicola ingår i släktet Stereodon och familjen Hypnaceae. Inga underarter finns listade i Catalogue of Life.